# 愛と呼べる言葉
『愛と呼べる言葉』（あいとよべるもの）は、Chicago Poodleの1曲目の配信限定シングル。

## 内容
初の配信楽曲となった本作はアルバム「僕旅」の収録曲『ハレルヤ』から誕生した、投稿企画にある大きいハートが満たされたことから、2月14日のバレンタインデーに期間限定配信リリースされることが決定した。この完成と配信開始にあわせて、「大切な人との写真で作る愛と呼べるミュージックビデオ」という企画を行った。この企画は家族、恋人、友達など、応募者から送られた大切な人との写真を用いて当楽曲の限定オリジナルミュージックビデオが出来上がるというものであった。歌入りの曲としては2分41秒と最も短い曲である。

## 収録曲
1. 愛と呼べる言葉
作詞：Chicago Poodle　作曲・編曲：花沢耕太